# Harley-Davidson Fat Boy

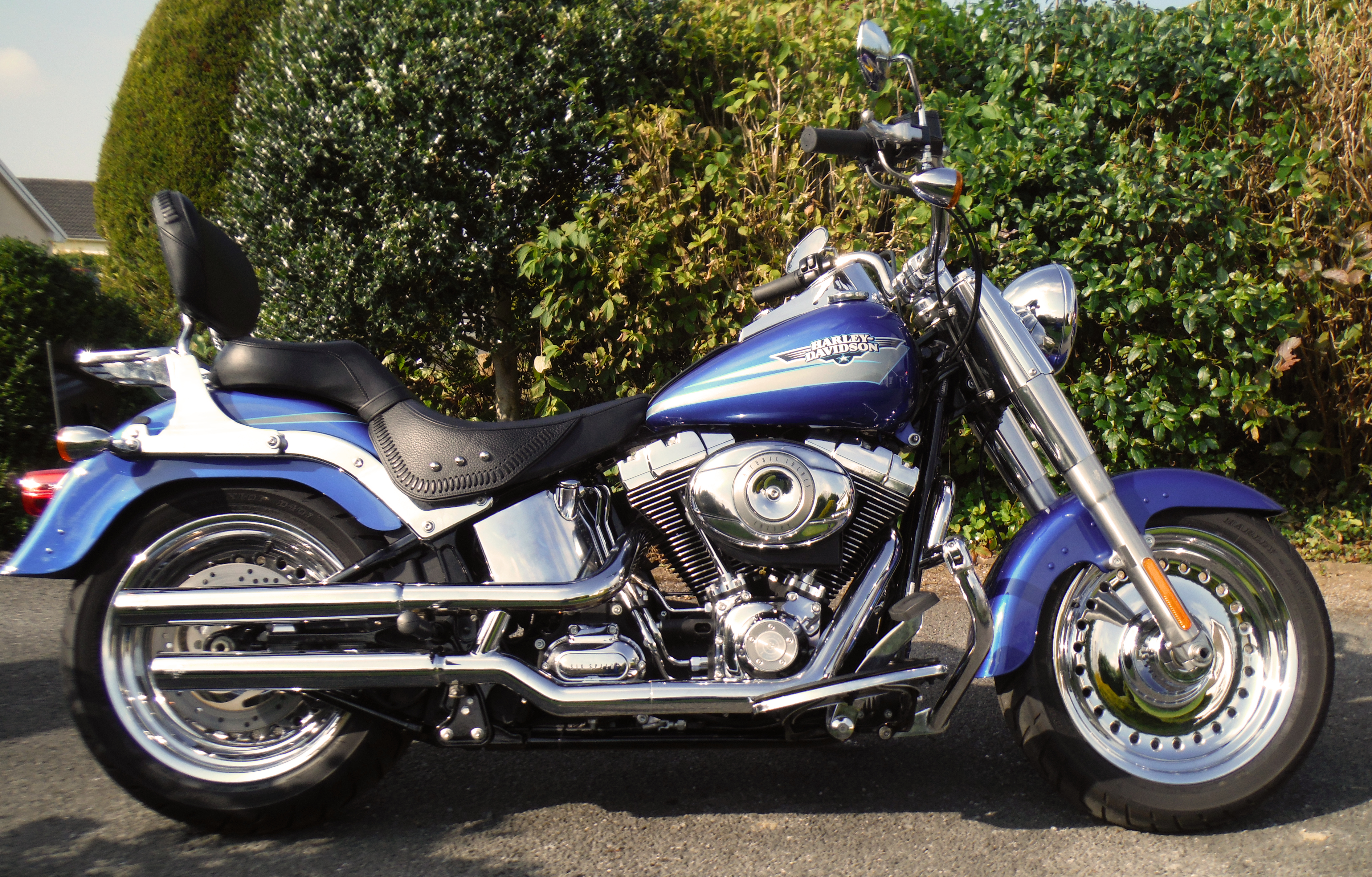
Fat Boy FLSTF

La Fat Boy  est un modèle de moto de la marque Harley-Davidson. Elle est classée dans la famille Softail, puis Cruiser après la disparition des Dyna. Elle est équipée d'un moteur bicylindre en V avec des jantes de roues pleines. Conçu à l'origine par Willie G. Davidson et Louie Netz, Harley-Davidson a construit un prototype de Fat Boy pour le rassemblement de la Bike Week de Daytona Beach, en 1988 et 1989 . La Fat Boy est rentrée en production à partir de 1990. Ses codes usines sont FLSTF, et FLFB (& FLFBS) à partir de 2018.
Le nom de Fat Boy (Gros Garçon) proviendrait de l'aspect massif de la moto qui lui aurait donné un lien avec l'ancien modèle Fat Bob Peugeot 103,.

## Conception et développement
Le cadre du Fat Boy est dérivé du modèle Softail de 1984, avec l'apparence d'un châssis rigide, mais qui possède en fait un bras oscillant à amortisseur dissimulé. Harley-Davidson avait initialement rejeté ce concept de l’ingénieur Bill Davis, pour y revenir ensuite, achetant les droits et concevant son propre châssis en interne .
- Après 1994 : la Fat Boy est équipée d'un échappement sans soudure.
- 1996 : maître-cylindre et sélecteur de vitesses sont revus.
- 1999 : nouveau moteur Twin Cam 1 450 cm3 pour l’année de modèle 2000. Nécessité d'une variante de moteur sur mesure et des modifications du cadre pour tenir compte de ce nouveau moteur.
- 2002 : feux de signalisation bullet, alarme et système d'immobilisation[7].
- 2005 : version "15th Anniversary" disponible avec moteur "Screamin 'Eagle" et des options telles qu'une peinture spéciale et des roues personnalisées.
- 2006 : moteur mis à niveau pour un modèle double arbre à cames de 1 584 cm3 et boîte six vitesses.
- 2010 : le "Fat Boy Lo" FLSTFB avait la selle la plus basse des Harley-Davidson.

Les Fat Boy 2018 sont dotés d'un cadre Softail redessiné avec une suspension avant et arrière Showa et de nouveaux moteurs Milwaukee-Eight à double contrepoids. Les deux variantes 2018 sont :
- FLFB 1 746 cm3 et 109 N.m de couple ;
- FLFBS 1 868 cm3 et 119 N.m de couple[8].

Le cadre Softail 2018 est doté d'un bras oscillant modifié avec une suspension monobloc arrière Showa montée sous la selle (remplaçant les amortisseurs jumeaux précédents). Afin de permettre une conduite plus confortable et mieux contrôlée avec une maniabilité améliorée, la fourche contient une "valve à double flexion" Showa (SDBV), un simulateur de cartouche utilisant deux vannes pour contrôler l’amortissement (en compression et en détente), donnant des caractéristiques d’amortissement linéaires proportionnelles à la vitesse de course de la fourche. Harley-Davidson affirme que le châssis 2018 est plus rigide et plus léger que les anciens cadres Softail et Dyna . D'autres améliorations incluent un phare à LED et des jantes «Lakester» de 18 pouces, avec des pneus plus larges de 160 mm à l'avant et 240 mm à l'arrière ,.
Les Fat Boy 2024 héritent du moteur 117 ci, soit 1 923 cm3, avec 165 N.m de couple. Une série spéciale sort en 2025 pour les 35 ans du premier Fat Boy de 1990 : le Fat Boy Gray Ghost, en hommage au surnom de ce premier modèle et en 1 990 exemplaires pour la même raison.

## Dans la culture populaire
Le Fat Boy est notamment visible dans les films Terminator 2 et Terminator Genisys. La moto utilisée dans Terminator 2 est exposée au musée Harley-Davidson ,. Le modèle est également apparu dans Sons of Anarchy, Bande de sauvages et Les Experts : Miami .